# オワーズ県
オワーズ県 (オワーズけん、Oise)とは、フランスのオー＝ド＝フランス地域圏に位置する県である。

## 地理
名称はセーヌ川の支流オワーズ川に由来し、首都パリから30kmの距離にある。ソンム県、エーヌ県、セーヌ＝エ＝マルヌ県、ヴァル＝ドワーズ県、ウール県、セーヌ＝マリティーム県と接している。
コー地方で見られる白亜のチョーク質の地層はオワーズ県のブレ地方にも及び、この地層のおかげでブレ地方には多くの採石場があった。採石場はレンガやタイル製造のために利用されている。

## 歴史

アンシャン・レジーム時代のイル＝ド＝フランスを、現在の県で色分けした図

フランス革命中の1790年3月4日、かつてのイル＝ド＝フランス州より分離され新設された。ワーテルローの戦いで第七次対仏大同盟が勝利すると、1818年11月までイギリス軍が県を占領していた。
1918年11月11日、コンピエーニュの森においてドイツと連合国との休戦協定が締結された。しかし1940年6月22日、フランスを占領したドイツ軍は先の休戦協定が結ばれた同じコンピエーニュの森にて、フランスにとって屈辱的な独仏休戦協定を結んだ。

## 人口統計
| 1801年  | 1831年  | 1841年  | 1851年  | 1856年  | 1861年  | 1866年  |
| ------- | ------- | ------- | ------- | ------- | ------- | ------- |
| 350.854 | 397.725 | 398.868 | 403.857 | 396.085 | 401.417 | 401.274 |
| 1871年  | 1876年  | 1881年  | 1886年  | 1891年  | 1896年  | 1901年  |
| 396.804 | 401.618 | 404.555 | 403.146 | 401.835 | 404.511 | 407.808 |
| 1906年  | 1911年  | 1921年  | 1926年  | 1931年  | 1936年  | 1946年  |
| 410.049 | 411.028 | 387.760 | 405.971 | 407.432 | 402.569 | 396.724 |
| 1954年  | 1962年  | 1968年  | 1975年  | 1982年  | 1990年  | 1999年  |
| 435.308 | 481.289 | 540.988 | 606.320 | 661.781 | 725.603 | 766.441 |

## 行政区画

### 郡
オワーズ県には以下の4つの郡（Arrondissement）がある。
- ボーヴェ郡（英語版）
- クレルモン郡（英語版）
- コンピエーニュ郡（英語版）
- サンリス郡（英語版）

### 主なコミューン
オワーズ県には合計で693のコミューン（Commune）がある。一覧はオワーズ県のコミューン一覧（英語版）参照。
| コミューン                 | 人口 (2012年) | 郡               |
| -------------------------- | ------------- | ---------------- |
| ボーヴェ                   | 54 289        | ボーヴェ郡       |
| コンピエーニュ             | 40 028        | コンピエーニュ郡 |
| クレイユ                   | 33 936        | サンリス郡       |
| ノジャン＝シュル＝オワーズ | 18 713        | サンリス郡       |
| サンリス                   | 15 789        | サンリス郡       |
| クレピー＝アン＝ヴァロワ   | 14 514        | サンリス郡       |
| ノワイヨン                 | 13 658        | コンピエーニュ郡 |
| メリュ                     | 13 948        | ボーヴェ郡       |
| モンタテール               | 12 626        | サンリス郡       |
| ポン＝サント＝マクサンス   | 12 584        | サンリス郡       |

## 経済
県内には大企業が進出し、代表的なものではモンタテールにあるアルセロール・ミッタル、ボーヴェのスポンテックス、リアンクールのマパである。
観光においては、1989年開業のアステリックス・パーク、1983年開業のサン・ポール・パーク、エルムノンヴィルで1963年に開業したラ・メール・ド・サーブルといった、3つの遊園地がある。

## ギャラリー

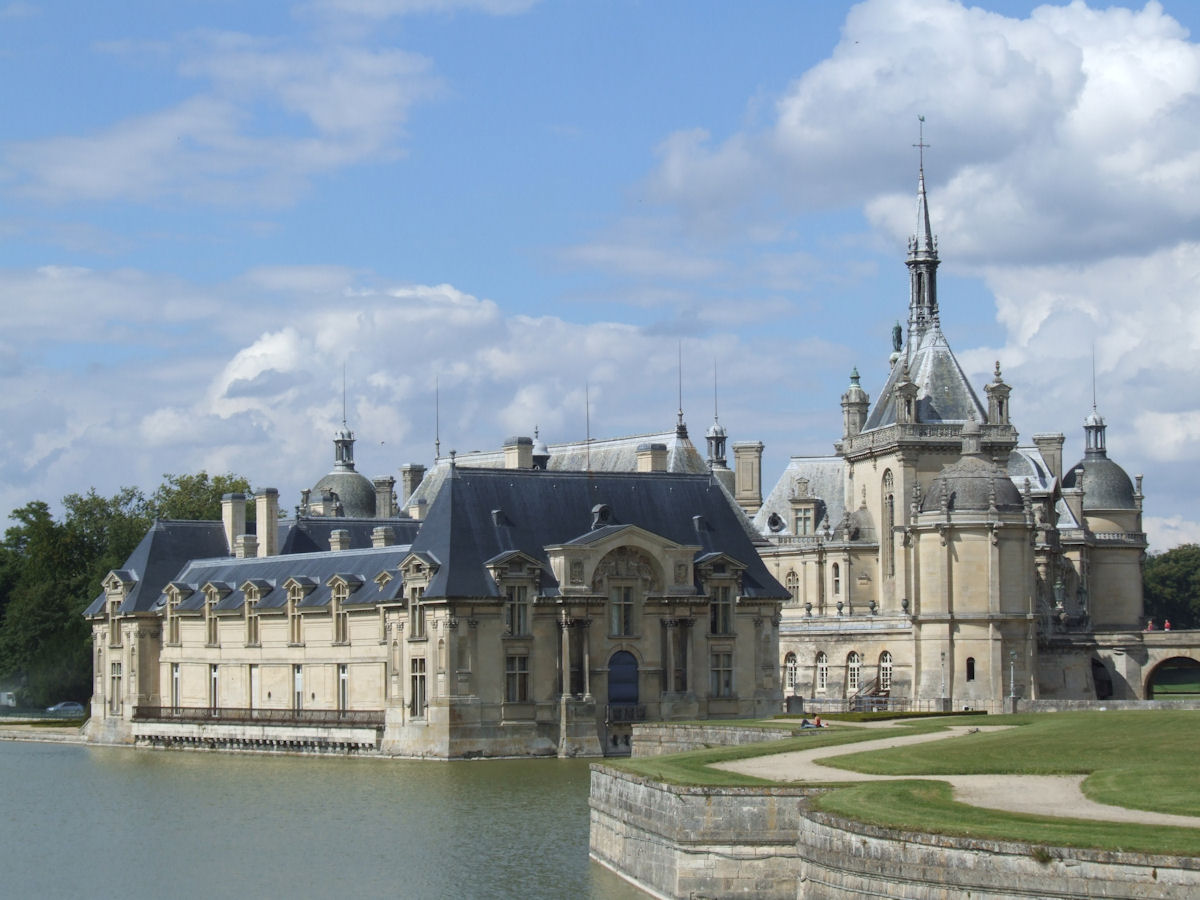
シャンティイ城
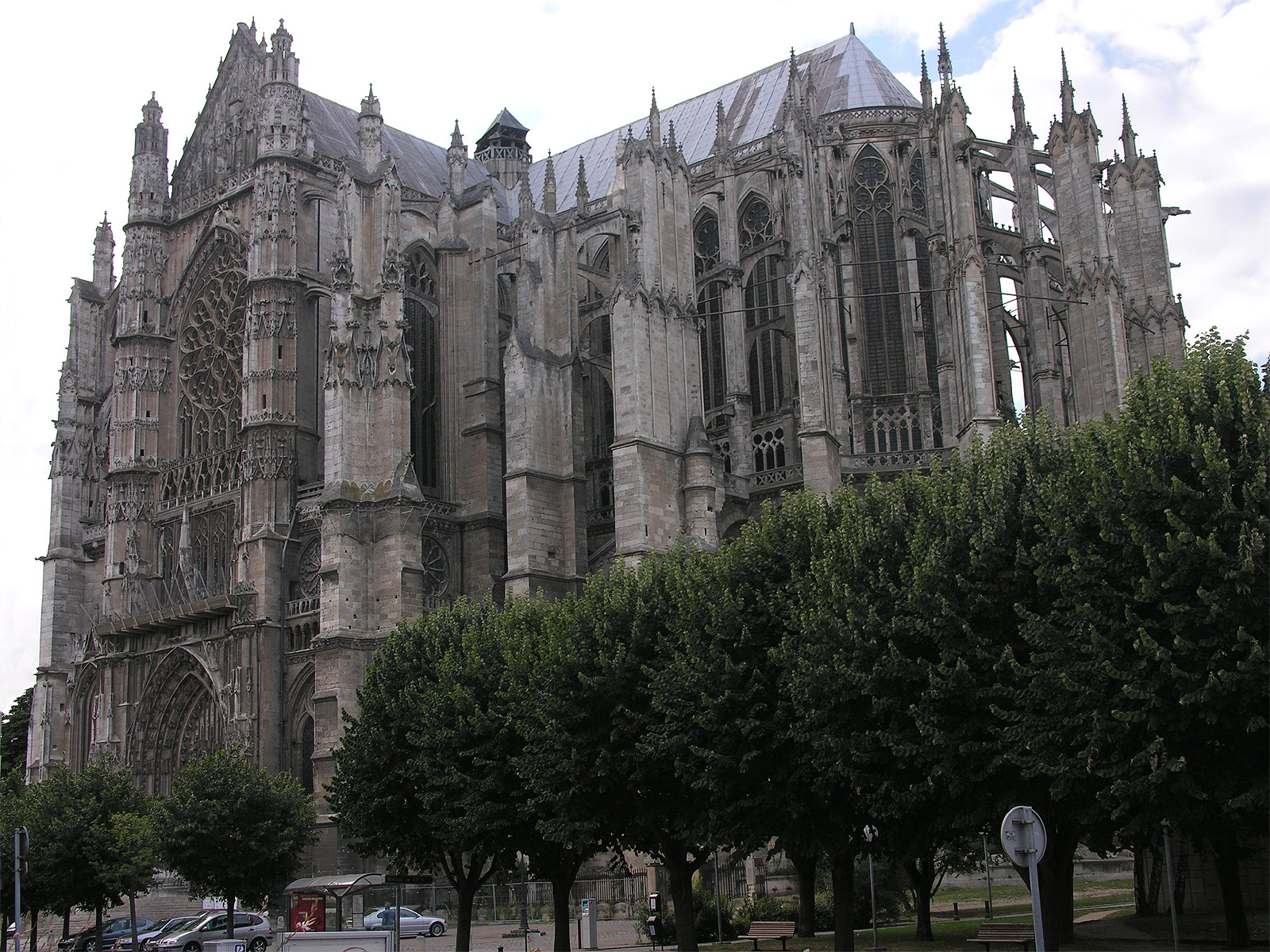
ボーヴェ大聖堂
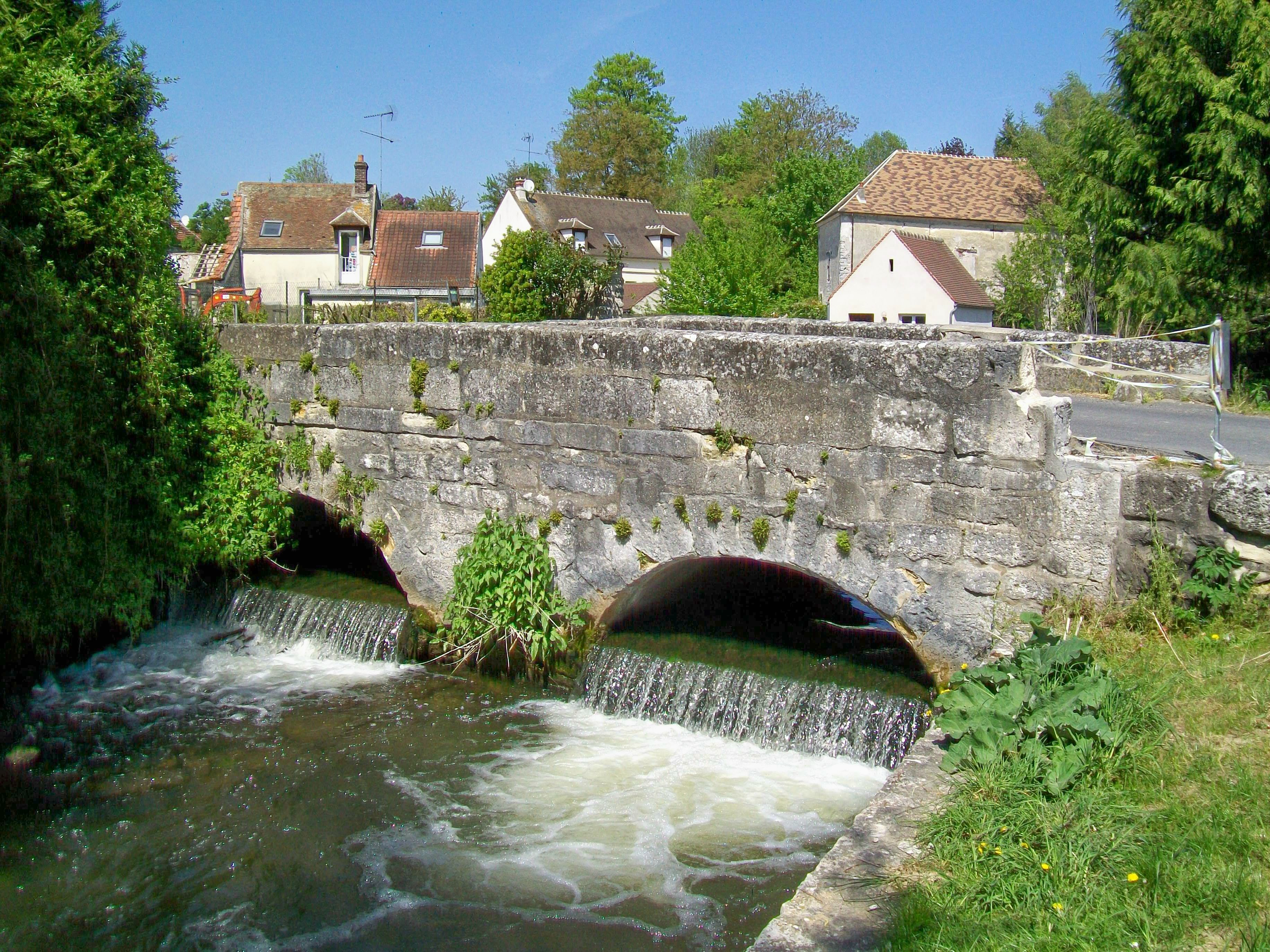
ノネット川
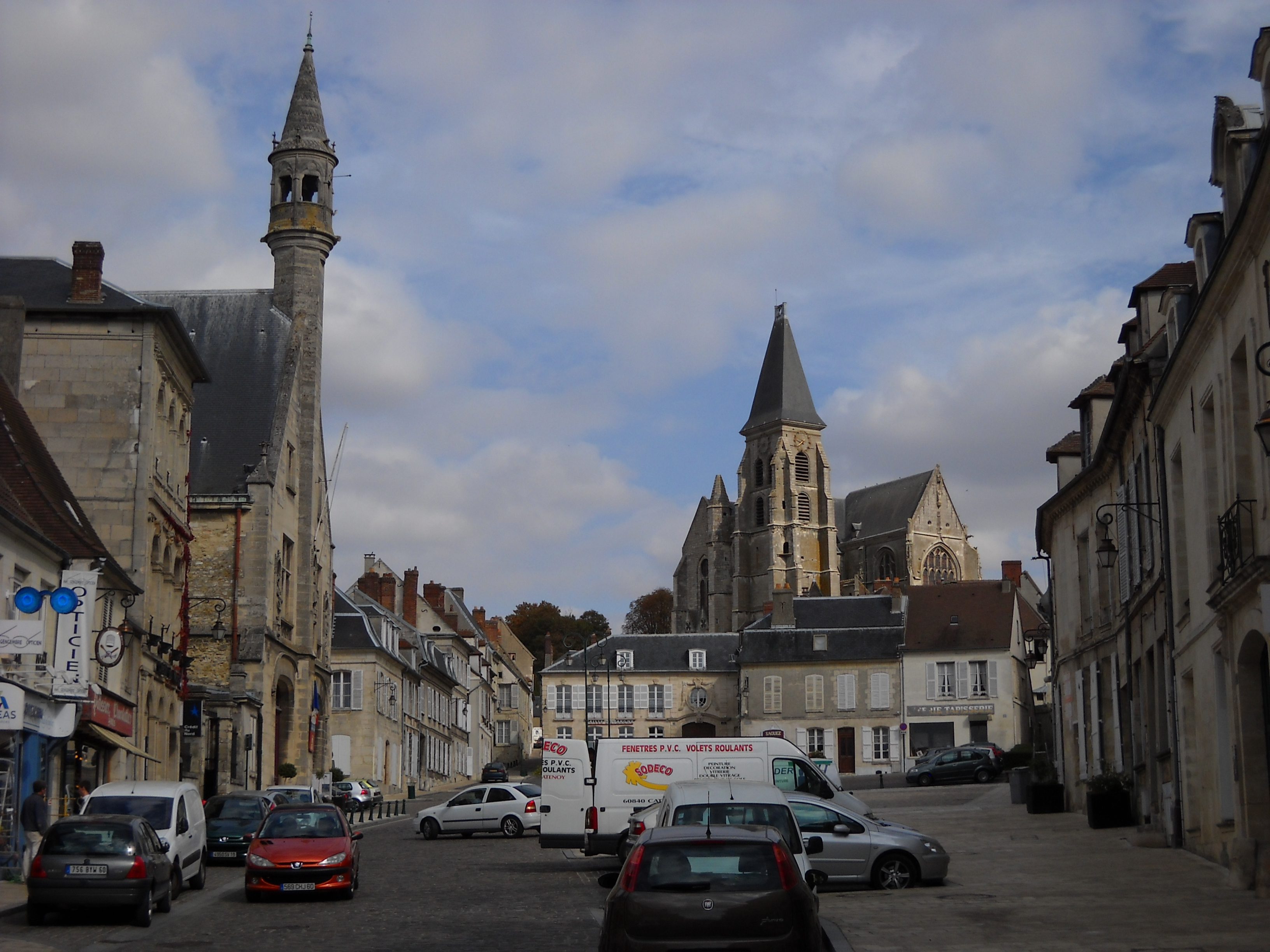
クレルモン